# Lessing-Gymnasium Hoyerswerda
Das Lessing-Gymnasium Hoyerswerda ist ein Gymnasium in Hoyerswerda im Landkreis Bautzen. Als Gymnasium mit vertiefter Ausbildung  ist es auf die musische Talentförderung spezialisiert.

## Geschichte
Gegründet wurde das Gymnasium als Reform-Realgymnasium durch die koedukative Vereinigung der örtlichen Knaben- und Mädchenschule im Jahr 1921. Schon im darauf folgenden Jahr kam es zur ersten Reifeprüfung der Obersekunda. Im Zuge des 200. Geburtstages des Dichters Gotthold Ephraim Lessing fand am 22. Januar 1929 schließlich eine Benennung in „Lessing-Schule“ statt, welche sich seither bewahren konnte.

## Partnerschaften
- Schulförderverein „Freunde des Lessinggymnasiums“[3]
- Schülerfirma „Pupils on Stage“[4]
- Kufa Hoyerswerda e.V.[5]

## Schulpartnerschaften
- Wilhelm-Diess-Gymnasium in Pocking
- Liceum Ogólnokształcące in Nowa Sól

## Bekannte Schüler
- Konrad Zuse (1910–1995),[6] Erfinder des ersten funktionsfähigen Computers der Welt
- Horst-Dieter Brähmig (1938–2017),[7] Kommunalpolitiker und Oberbürgermeister von Hoyerswerda
- Bernhard Kremser (* 1954),  Bildhauer und Grafiker